# Adelosgryllus rubricephalus
Adelosgryllus rubricephalus är en insektsart som beskrevs av Mesa, A. och Zefa 2004. Adelosgryllus rubricephalus ingår i släktet Adelosgryllus och familjen syrsor. Inga underarter finns listade i Catalogue of Life.